# Paratylana dimidiata
Paratylana dimidiata är en insektsart som först beskrevs av Walker 1870.  Paratylana dimidiata ingår i släktet Paratylana och familjen sköldstritar. Inga underarter finns listade i Catalogue of Life.